# 粪化石

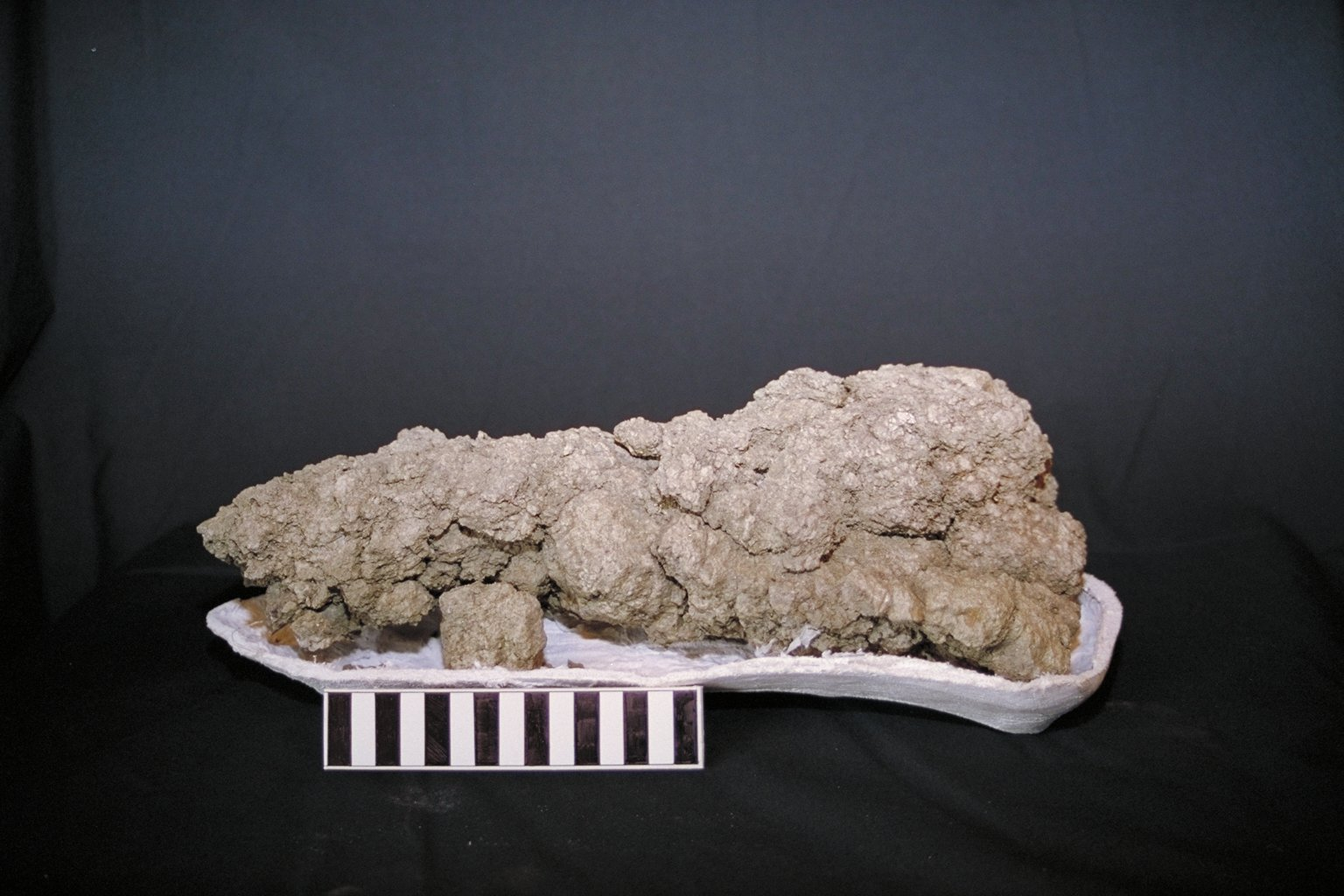
在加拿大萨斯喀彻温省西南部发现的一个食肉恐龙的粪化石。

粪化石（coprolite），也称粪石、粪团，是指石化了的动物的排泄物，通常是指脊椎动物。属于遗迹化石的一种。粪化石最早由英国古生物学家威廉·巴克兰于1829年进行了描述。
粪化石通常呈棒形或雪茄形，坚硬致密，颜色从浅黄到深褐。主要成分是磷酸钙。目前只有极少数情况下能把排泄粪便的动物准确确定，多为爬行动物和肉食哺乳动物。